# ديون وليامز
ديون وليامز (بالإنجليزية: Dion Williams)‏ هو ضابط أمريكي، ولد في 15 ديسمبر 1869 في ويليامسبورغ في الولايات المتحدة، وتوفي في 11 ديسمبر 1952 في مركز والتر ريد الطبي العسكري الوطني ‏ في الولايات المتحدة.